# Templecombe
Templecombe – wieś w Anglii, w hrabstwie Somerset, w dystrykcie (unitary authority) Somerset. Leży 52 km na południe od miasta Bristol i 170 km na zachód od Londynu. Templecombe jest wspomniane w Domesday Book (1086) jako Come.
Wraz z sąsiednim Abbas Combe należy do civil parish Abbas and Templecombe.